# Тапіранга чорногорла
Тапіра́нга чорногорла (Calochaetes coccineus) — вид горобцеподібних птахів родини саякових (Thraupidae). Мешкає в Андах. Це єдиний представник монотипового роду Чорногорла тапіранга (Calochaetes).

## Опис

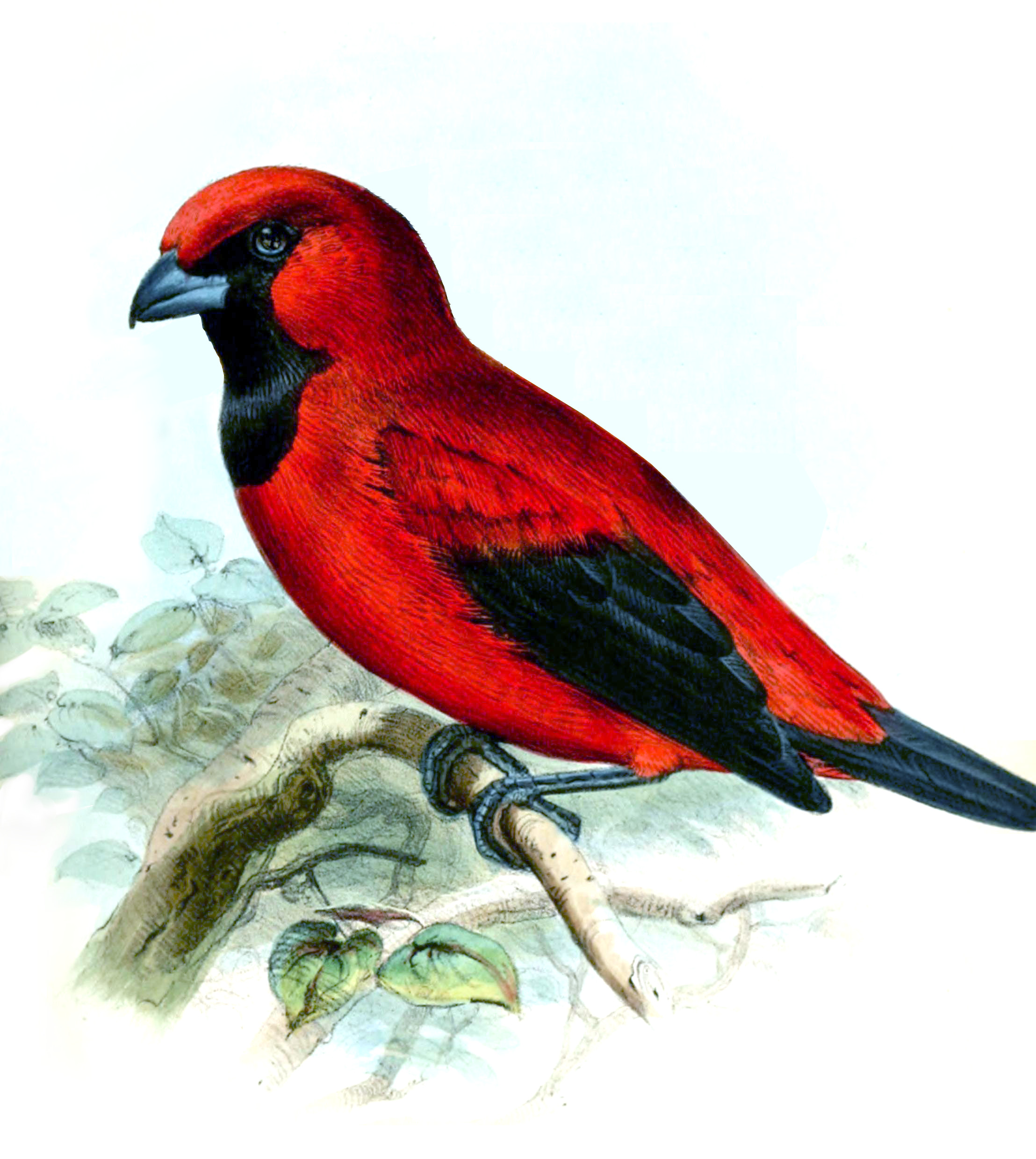
Чорногорла тапіранга

Довжина птаха становить 16-18 см, вага 44 г. Виду не притаманний статевий диморфізм. Забарвлення переважно яскраво-червоне, обличчя, горло, верхня частина грудей, крила і хвіст чорні.

## Поширення і екологія
Чорногорлі тапіранги мешкають на східних схилах Анд на півдні Колумбії (на південь від західної Какети), в Еквадорі і Перу (на південь до гір Кордильєра-де-Вількабамба). Вони живуть в кронах вологих гірських тропічних лісів та на узліссях. Зустрічаються невеликими зграйками по 3-5 птахів, на висоті від 1100 до 2200 м над рівнем моря. Іноді приєднуються до змішаних зграй птахів.